# Damien Bowen
Damien Bowen (nascido em 14 de maio de 1984) é um atleta paralímpico que representou a Austrália nos Jogos Paralímpicos de Verão de 2012, porém, não conquistou nenhuma medalha.